# Думміс
Думміс (англ. Balance pistons, Dummy piston) - частина машини (парової / газової турбіни, компресора, насоса та ін.) або будь-якого обертового механізму, що служить для врівноваження осьової складової тиску робочого середовища. Осьове зусилля при застосуванні думміса можна зменшити до нуля. Відсутність осьового зусилля на роторі турбін спрощує, здешевлює конструкцію упорного підшипника і збільшує надійність всього обладнання. Конструктивно виготовляють в проточній частині камеру де створене або підведене середовище під тиском діє на диск ротора вирівнюючи осьове зусилля. Пар або газ тисне на ротор з розрахованим значенням і осьове зусилля вирівнюється.